# BATX
BATX significa Baidu, Alibaba, Tencent e, Xiaomi, a sigla para as quatro maiores empresas de tecnologia na China, contrapondo-se a GAFA (Google, Amazon, Facebook e, Apple) nos Estados Unidos. BATX são algumas das primeiras empresas de tecnologia iniciadas na década de 2000, na ascensão da revolução tecnológica chinesa, e se tornaram amplamente utilizadas entre os internautas chineses. Notavelmente depois de 2015, algumas outras empresas de tecnologia como Huawei, DIDI, JD e ByteDance também se tornaram alguns dos maiores gigantes da indústria de tecnologia.

## Lista
| Nome    | Receita em 2018 | Funcionários | Sede            | Fundação | CEO              |
| ------- | --------------- | ------------ | --------------- | -------- | ---------------- |
| Baidu   | $14.874 Mi      | 42.267       | Pequim, China   | 2000     | Robin Yanhong Li |
| Alibaba | $38.898 Mi      | 101.958      | Hancheu, China  | 1999     | Jack Ma          |
| Tencent | $312.694 Mi     | 54,309       | Shenzhen, China | 1998     | Ma Huateng       |
| Xiaomi  | $44.421 Mi      | 14.513       | Pequim, China   | 2010     | Lei Jun          |

## História
Em 2000, a China, sob as instruções do presidente Jiang Zemin, deu continuidade ao Projeto Escudo Dourado para proteger a mídia e o fluxo de informações dentro da China. O Projeto controla o conteúdo da internet da China para conter influências de ideologias da mídia ocidental, bem como implementar vigilância sobre as atividades online dos internautas chineses, ficando conhecido como "O Grande Firewall". Com o projeto implementado muitas empresas estrangeiras de tecnologia, como Google, Facebook, Netflix, etc., foram negadas na China. Ao mesmo tempo, a população de internautas chinesa cresceu substancialmente desde a introdução da internet em 1994. Em 2018, a China possuiu 800 milhões de internautas, 98% dos quais são usuários móveis. Muitas empresas chinesas de tecnologia conseguem florescer sob este sistema único, sem a competição de empresas estrangeiras. BATX são algumas das primeiras empresas de tecnologia que viram a chance e ocuparam o mercado da Internet nos primeiros anos de transformação da Internet na China.

## Companhias

### Baidu
Baidu Search é o mecanismo de busca mais popular na China. Contraposto pelo Google, que é a maior empresa de mecanismo de busca fundada nos Estados Unidos. O Google foi banido na China, então o Baidu fornece uma experiência de pesquisa única para os internautas da China. Além do Baidu Search, o Baidu também fornece muitos outros produtos diferentes, como o Baidu Map, o Baidu Cloud, o Baidu Tieba, o Baidu Knows, entre outros, atendendo às diferentes necessidades dos internautas chineses. O Baidu é responsável por 64,55% da participação no mercado de mecanismos de pesquisa na China, e também é o terceiro maior site de mecanismo de pesquisa do mundo.

### Alibab
O Alibaba Group começou como uma empresa de comércio eletrônico em 1999 em Hangzhou. Agora o Alibaba Group se tornou uma gigante corporação de tecnologia que inclui ramos como e-commerce, entretenimento, pagamento online, computação em nuvem e tecnologia de IA. Seus produtos C2C mais famosos seriam Taobao e Alipay, que estão intimamente incorporados em todas as experiências de compras online chinesas. Em 2017, Taobao.com foi o terceiro site mais visitado na China, depois do Baidu.com e QQ.com. O Taobao representa 58,2% da participação no mercado de comércio eletrônico na China em 2018.

### Tencent
A Tencent foi iniciada por Ma Huateng como plataforma de rede social. A maioria dos internautas chineses conheceu a Tencent por meio de sua plataforma de mensagens QQ. Agora, a Tencent desenvolveu muito mais áreas de negócios que incluem Plataforma Social, Entretenimento, e-commerce, Pagamento Online, Serviços de Informação e Inteligência Artificial. WeChat, um dos aplicativos de mensagens mais famosos da Tencent, tinha 169,6 milhões de usuários ativos mensais em 2018. WeChat é o terceiro aplicativo de mensagens mais usado depois do WhatsApp e Messenger no mundo em 2018. Tencent Entertainment também é o nº.1 na indústria de jogos online no mundo em 2018, após dela vem a Sony.

### Xiaomi
Xiaomi, diferente dos outros três, se concentra em dispositivos tangíveis de alta tecnologia, como smartphone, smarthome, smartTV e outros dispositivos inteligentes; 2/3 do lucro da Xiaomi é gerado por meio da venda de smartphones. A Xiaomi se tornou a maior fabricante de smartphones na China em 2014, antes de cair de volta ao quinto lugar em 2016.